# Angel One
Angel One je trinaesta epizoda prve sezone američke znanstveno-fantastične serije Zvjezdane staze: Nova generacija.

## Radnja
U potrazi za preživjelima u sudaru federacijskog teretnog broda i asteroida koji se zbio prije sedam godina, Enterprise stiže na planet Angel One kojim upravljaju žene. Ekipa se teleportira na površinu gdje saznaju kako su preživjeli, svi muškarci, postali bjegunci zato što nisu htjeli živjeti u društvu u kojem dominiraju žene. 
Tasha i Data ubrzo pronađu bjegunce i ponude im odlazak s planeta, ali oni odbiju takvu mogućnost jer imaju žene i djecu koje ne žele ostaviti, unatoč teškoj situaciju u kojoj su se našli. U međuvremenu, kapetan Picard i ostatak posade bivaju zaraženi virusom kojeg su na brod donijeli Wesley Crusher i njegovi prijatelji, inficiravši se tijekom nedavnog izleta. Istovremeno, posada prima vijest o ulasku nekoliko romulanskih ratnih ptica u Neutralnu Zonu zbog čega Enterprise mora što prije stići do Neutralne Zone kako bi im se suprotstavio.
Odmah po Tashinom i Datinom odlasku iz pobunjeničkog skloništa, vlasti Angela One upadaju u sklonište i zarobe pobunjenike. Saznavši kako su pobunjenici osuđeni na smrt, Riker ih odluči teleportirati na brod, svjestan činjenice da tako najvjerojatnije krši Prvu Zapovijed. Međutim, doktorica Crusher izvijesti ga kako se brodom proširila zaraza i onesposobila većinu posade. Bojeći se širenja zaraze, doktorica odbija zahtjev za teleportacijom dopustivši samo Dati da se teleportira na Enterprise.
Dok doktorica Crusher pokušava otkriti lijek kojim bi suzbila zarazu, Riker nastoji spriječiti izvršenje smrtne kazne nad bjeguncima. Unatoč tome što je muškarac, Riker svojom mudrošću zadivi ženskog vođu Angela One te ona odluči pomilovati bjegunce, protjeravši ih u zabačeni dio planeta zajedno s njihovim obiteljima, gdje mogu slobodno živjeti.
Nekoliko trenutaka kasnije, posada je uspješno izliječena i ekipa se može teleportirati nazad na brod. Enterprise odmah otiđe iz orbite Angela One i uputi se prema Neutralnoj zoni.

## Vanjske poveznice
- Angel One na startrek.com   Arhivirana inačica izvorne stranice od 21. lipnja 2009. (Wayback Machine)